# Жепін (гміна)
Гміна Жепін (пол. Gmina Rzepin) — місько-сільська гміна у північно-західній Польщі. Належить до Слубицького повіту Любуського воєводства.
Станом на 31 грудня 2011 у гміні проживало 9975 осіб.

## Площа
Згідно з даними за 2007 рік площа гміни становила 191.11 км², у тому числі:
- орні землі: 40.00%
- ліси: 51.00%

Таким чином, площа гміни становить 19.12% площі повіту.

## Населення
Станом на 31 грудня 2011:
| Опис     | Загалом | Загалом | Чоловіки | Чоловіки | Жінки | Жінки |
| -------- | ------- | ------- | -------- | -------- | ----- | ----- |
| одиниця  | осіб    | %       | осіб     | %        | осіб  | %     |
| все      | 9975    | 100     | 4944     | 49.56    | 5031  | 50.44 |
| міське   | 6686    | 100     | 3276     | 49.00    | 3410  | 51.00 |
| сільське | 3289    | 100     | 1668     | 50.71    | 1621  | 49.29 |

## Сусідні гміни
Гміна Жепін межує з такими гмінами: Ґужиця, Осьно-Любуське, Слубіце, Тожим, Цибінка.